# Elliot Dee
Elliot Mitchell Dee (Newport, 7 marzo 1994) è un rugbista a 15 britannico, internazionale per il Galles, che gioca nel ruolo di tallonatore nei Dragons.

## Biografia
Elliot Dee iniziò a giocare nel 2013 nel Pro12 con i Newport Gwent Dragons. Nel febbraio 2016 subì la scomparsa prematura della madre Lynn, sua grande sostenitrice, e nel corso della stagione 2016-17 visse il periodo più critico della sua carriera, con una serie di infortuni che lo costrinsero complessivamente a sottoporsi a tre interventi chirurgici alla caviglia più un altro intervento che si rese necessario al naso. Terminato questo periodo negativo, Dee si riprese e nel novembre 2017 giunse pure il suo debutto internazionale con il Galles in occasione di test match casalingo contro la Georgia. Fu convocato dal C.T. Warren Gatland per disputare la Coppa del Mondo di rugby 2019, subentrando dalla panchina in tutte e sette le partite che culminarono con il quarto posto ottenuto dalla nazionale gallese.